# Эдесское княжество
Эдесское княжество или Княжество Эдессы — армянское государственное образование в междуречье Евфрата

## История
Во второй половине XI века вся территория Армении, кроме Сюника (Зангезур) и Ташир-Дзорагетского царства, подверглась нашествию турок-сельджуков.. Вслед за вторжением началась экспансия Византийской империи в Закавказье, которая завершилось аннексией ею ряда независимых армянских государств региона. Утрата национальной государственности после завоевания Византией, а также нашествие сельджуков привели к массовому переселению армян в Киликию и другие регионы. С этого периода на Армянском нагорье и в Закавказье начался многовековой процесс оттеснения армянского населения пришлым тюркским. Вследствие завоевания Византией армянских земель от Эдессы до Самосаты и Мелитены, а также проводимой политикой, к началу XI века на территории Сирии, Месопотамии и малоазиатских фем Византии имелись значительные поселения армян. В конце века, после битвы под Манцикертом, сельджуками было создано своё первое государство — султанат Рума, который включал всю Армению и внутреннюю часть Анатолии, откуда усиливалась миграция армян к азиатским прибрежным областям Киликии и Ефрата.

### В составе государства Варажнуни
После поражения при Манцикерте в обстановке широчайшей сельджукской экспансии Византия постепенно утрачивает свои позиции, в результате чего образуется ряд независимых армянских княжеств. Одним из которых и самым могущественным на тот момент стало Государство Филарета Варажнуни, охватывавщее Киликию, Тавр и часть Сирии с Антиохией, протянувшееся от Месопотамии вдоль Евфрата до границ Армении.
В 1076 году войска Филарета во главе с полководцем Василом (Басилом), сыном Абукаба, осадили Эдессу, жители которой взбунтовались против византийского дуки и сдали город. Эдесса, входившая в состав Византии по договору от 1031 года, сделалась частью государства Филарета Варажнуни, а её наместником от его имени стал Басил. После смерти в 1083 году Басила, совет из двенадцати ишханов, без санкции Филарета, собравшись в церкви св. Софии, избрали его преемником полководца Смбата. Спустя шесть месяцев после избрания Смбата, в рядах ишханов (городской верхушки Эдессы) произошёл разлад, входе чего город был сдан Филарету. В последовавших за этим репрессиях наиболее влиятельные ишханы были ослеплены, многие уведены в оковах в Мараш — столицу государства Варажнуни.

### Княжество ишханов
В 1086 году ишханы договорившись с одним из военачальников Филарета в Эдессе Парсамой и произвели переворот, в ходе которого в цитадели был убит наместник Филарета. Власть в городе перешла в руки ишханов и Парсамы. В этом же году, когда государство Варажнуни доживало свои последние дни, Эдесса после шестимесячной осады была взята полководцем Мелик шаха эмиром Бузаном. Оставленный наместником Эдессы Ксулук, ликвидировал совет двенадцати армянских ишханов. Как сообщает Маттеос Урхаеци по доносам были казнены двенадцать человек «богатых и высокого происхождения». После смерти Мелик шаха в 1092 году, в ходе междоусобной борьбы, Эдесса перешла под власть Тутуша, который признал внутреннюю автономию города, назначив наместником куропалата Тороса. Через год, после того как погиб Тутуш, Торос изгнал сельджуков и достиг полной независимости.
Основой экономики Эдессы была транзитная торговля. Гийом Тирский пишет, что в городе жили «халдеи и армяне, народ невоинственный, ничего не понимавший в военном деле и преданный исключительно торговле». В целом 90-е годы XI века были наиболее трудными для Эдесского княжества, которое стало объектом борьбы владетелей Антиохии, Алеппо, Хысн Кайфы и Самосаты. Неустойчивость внешнеполитического положения и отсутствие сильной армии вынуждало ишханов искать могущественного покровителя на стороне. К концу XI века в регионе появляются крестоносцы, которых армянское населения изначально рассматривало если не как освободителей, то как союзников, имевших реальную силу, способную противостоять сельджукам. Именно поэтому с появлением в Приевфратье Балдуина Фландрского с 200 рыцарями, князь Торос, под давлением двенадцати армянских ишханов Эдессы, приглашает и усыновляет его, тем самым согласившись на раздел с Балдуином власти и доходов. Средневековый хронист отмечая выдвижение рыцаря к Ефрату отмечает, что тот выдвинулся "получив приглашение из Армении, где он овладел ТелБаширом и Равенданом и подчинил своей власти всю ту страну.
Спустя некоторое время в марте 1098 года, совет двенадцати ишханов при поддержке Балдуина (приемного сына Тороса Эдесского) устраивают переворот. Торос, закрепившись в цитадели, обещал её сдать при условии гарантий свободного ухода в Мелитену, правитель которой Гавриил был его родственником. Балдуин поклявшийся на святых реликвиях обещал сохранить жизнь князю. Торос поверив обещаниям открыл врата цитадели, после чего был казнен. После переворота произошла «трансформация армянского государства во франко-армянское», которое возглавил Балдуин, основав тем самым Графство Эдесское.
Целью крестового похода была провозглашена борьба с «неверными» за освобождение из-под их власти «гроба господня» в Иерусалиме, а первой жертвой крестоносцев стал правитель христианской Эдессы Торос, со свержением и убийством которого было образовано графство Эдесское — первое государства крестоносцев на Ближнем Востоке.

## Список правителей
| Годы правления | Имя правителя | Род (династия) | Титулы          | Дополнительные сведения                                                 |
| -------------- | ------------- | -------------- | --------------- | ----------------------------------------------------------------------- |
| 1083—1083      | Смбат Вхкаци  | Вхкаци         | ишхан, дука     | Сын архонта Баграта Вхкаци, избран Советом 12-ти ишханов, правил 6 мес. |
| 1092—1098      | Торос         | Хетумиды       | куропалат, дука | Наместник султана Тутуша до 1095 года                                   |